# Elena Santonja
María Elena Santonja Esquivias (Madrid, 29 de maig de 1932 - Madrid, 17 d'octubre de 2016) va ser una presentadora espanyola de televisió, pintora i actriu ocasional.

## Biografia
Era besneta del famós pintor madrileny Eduardo Rosales y Gallina. Ja en els primers anys de Televisió Espanyola es va situar enfront de les càmeres per presentar programes com Entre nosotras (1958).
Tanmateix, la fama no li arribaria fins als anys 80, quan va dirigir i va presentar el programa Con las manos en la masa, que es va mantenir en pantalla des de 1984 fins a 1991, i en el qual, setmana rere setmana, presentava una recepta de cuina acompanyada en cada ocasió d'un personatge popular: Gonzalo Torrente Ballester, Rosa Chacel, Carlos Berlanga, Joaquín Sabina, Alaska, Víctor Manuel, Ana Belén, Pedro Almodóvar, María Luisa Ponte, Amparo Rivelles, Sara Montiel, Fernando Fernán Gómez i Mònica Randall, entre d'altres. Es tracta d'una fórmula repetida la dècada següent per pràcticament totes les cadenes de televisió.
També va fer aparicions esporàdiques en pel·lícules com El verdugo (1963) de Luis García Berlanga, Crimen de doble filo (1965) de José Luis Borau o el migmetratge Total (1985) de José Luis Cuerda que va realitzar per a Televisió Espanyola.
Germana de qui va ser integrant del duo musical Vainica Doble, Carmen Santonja (1934-2000), Elena estigué casada amb el director i guionista de cinema i televisió Jaime de Armiñán. Tingué tres fills, Álvaro, Eduardo i Carmen.

## Obres
- Paso a paso por la cocina de Elena (Redacció, Elena Santonja, Álvaro Lión-Depetre i Carmen Beamonte de Cominges) (1987). Receptari
- 24 setas de Madrid (Amb Manuel Elexpuru) (1987)
- Diccionario de cocina (1997)
- Las recetas de mis amigos (1998). Receptari